# Astolphe de Custine
Astolphe Louis Léonor de Custine, född den 18 mars 1790 i Niderviller, Lothringen, död den 25 september 1857 i Paris, var en fransk markis och skriftställare. Han var sonson till Adam-Philippe de Custine.
Custine företog vidsträckta resor, vilka han klart och livligt skildrade bland annat i Mémoires et voyages (2 band, 1830), L'Espagne sous Ferdinand VII (4 band, 1838) och La Russie en 1839 (4 band, 1843; ny upplaga 1854) med flera arbeten, vilka har bestående värde som tidsskildringar. Det sista, som innehöll många indiskretioner från hovlivet i Sankt Petersburg, rönte stor framgång.